# Джанлука Назо
Джанлука Назо (італ. Gianluca Naso; нар. 6 січня 1987) — колишній італійський тенісист.
Найвищу одиночну позицію світового рейтингу — 175 місце досяг 16 липня 2012, парну — 189 місце — 22 жовтня 2012 року.
Завершив кар'єру 2016 року.

## Фінали челленджерів

### Одиночний розряд: 3 (1–2)
| Легенда                  |
| ------------------------ |
| Тур ATP Челленджер (1–2) |

| Результат | Ранг | Дата           | Турнір                | Покриття | Суперник              | Рахунок            |
| --------- | ---- | -------------- | --------------------- | -------- | --------------------- | ------------------ |
| Поразка   | 1.   | 9 вересня 2007 | Генуя, Італія         | Ґрунт    | Флавіо Чіполла        | 2–6, 7–6(7–4), 5–7 |
| Поразка   | 2.   | 7 вересня 2008 | Генуя, Італія         | Ґрунт    | Фабіо Фоніні          | 4–6, 3–6           |
| Перемога  | 1.   | 15 липня 2012  | Сан-Бенедетто, Італія | Ґрунт    | Андреас Гайдер-Маурер | 6–4, 7–5           |

### Парний розряд: 8 (3–5)
| Легенда                  |
| ------------------------ |
| Тур ATP Челленджер (3–5) |

| Результат | Ранг | Дата            | Турнір                    | Покриття | Партнер              | Суперники                               | Рахунок               |
| --------- | ---- | --------------- | ------------------------- | -------- | -------------------- | --------------------------------------- | --------------------- |
| Поразка   | 1.   | 5 лютого 2006   | Флоріанополіс, Бразилія   | Ґрунт    | Мірко Пегар          | Хуан Пабло Бжезіцькі Крістіан Вільяґран | 6–7(3–7), 2–6         |
| Перемога  | 1.   | 7 вересня 2008  | Генуя, Італія             | Ґрунт    | Вальтер Трузенді     | Стефано Гальвані Доменіко Вічіні        | 6–2, 7–6(7–2)         |
| Перемога  | 2.   | 21 вересня 2008 | Тоді, Італія              | Ґрунт    | Вальтер Трузенді     | Альберто Бріцці Алессандро Мотті        | 4–6, 7–6(7–3), [10–4] |
| Поразка   | 2.   | 28 червня 2009  | Реджо-нель-Емілія, Італія | Ґрунт    | Вальтер Трузенді     | Мігель Анхель Лопес Хаен Пере Ріба      | 4–6, 4–6              |
| Поразка   | 3.   | 15 липня 2012   | Сан-Бенедетто, Італія     | Ґрунт    | Стефано Янні         | Брайден Клейн Дейн Проподжія            | 6–3, 4–6, [10–12]     |
| Поразка   | 4.   | 7 липня 2013    | Тоді, Італія              | Ґрунт    | Андреа Арнабольді    | Сантьяго Хіральдо Крістіан Родрігес     | 6–4, 6–7(2–7), [3–10] |
| Перемога  | 3.   | 14 вересня 2013 | Мекнес, Марокко           | Ґрунт    | Алессандро Джаннессі | Герард Гранольєрс Хорді Сампер-Монтанья | 7–5, 7–6(7–3)         |
| Поразка   | 5.   | 12 вересня 2015 | Мекнес, Марокко           | Ґрунт    | Ріккардо Сінікропі   | Кевін Кравіц Максіміліан Мартерер       | 5–7, 1–6              |